# Photinia villosa
Photinia villosa är en rosväxtart som först beskrevs av Carl Peter Thunberg och som fick sitt nu gällande namn av Augustin Pyrame de Candolle.
Photinia villosa ingår i släktet Photinia och familjen rosväxter.

## Underarter
Arten delas in i följande underarter:
- Photinia villosa glabricalycina
- Photinia villosa longipes
- Photinia villosa sinica

## Bildgalleri

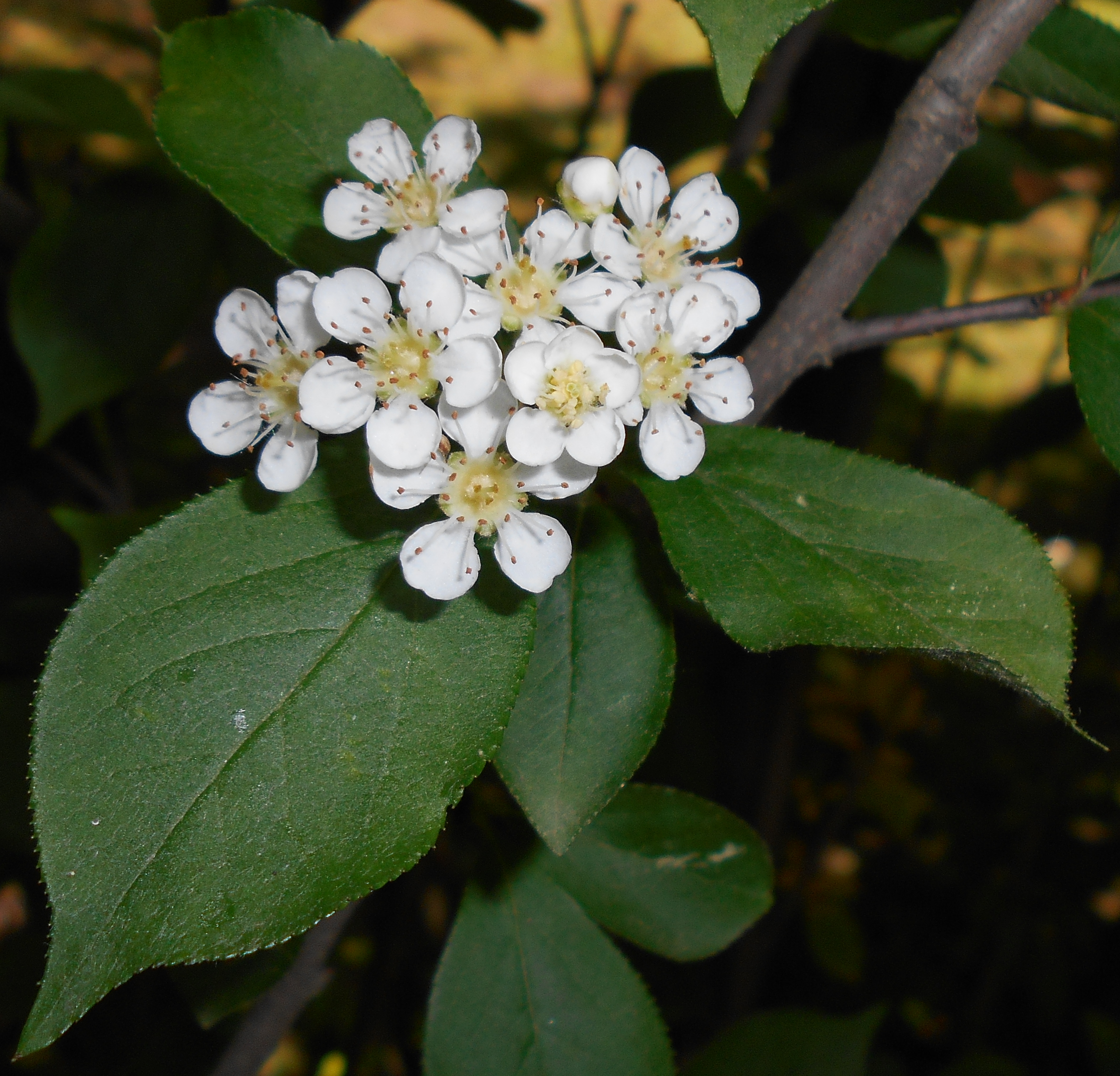
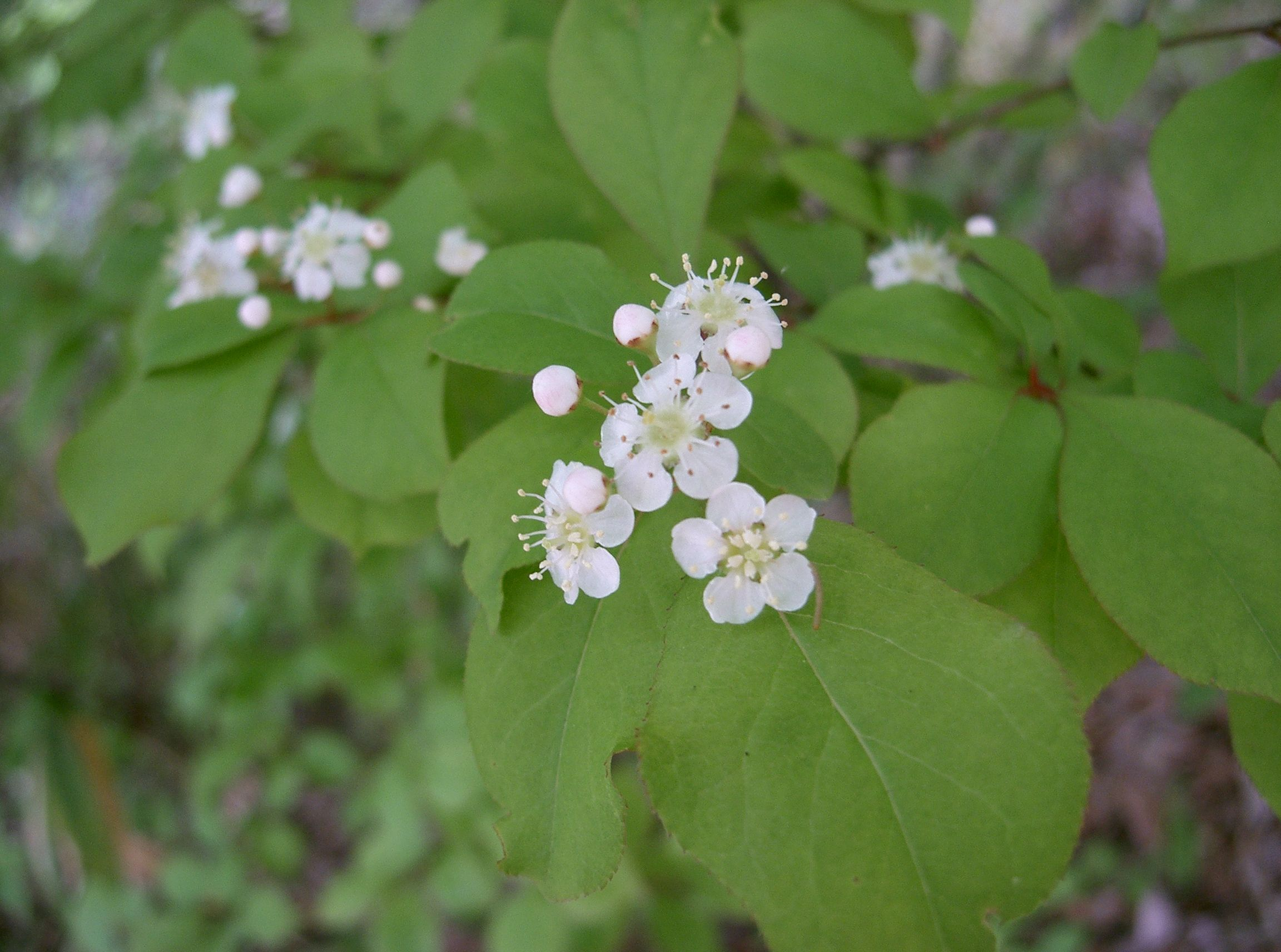
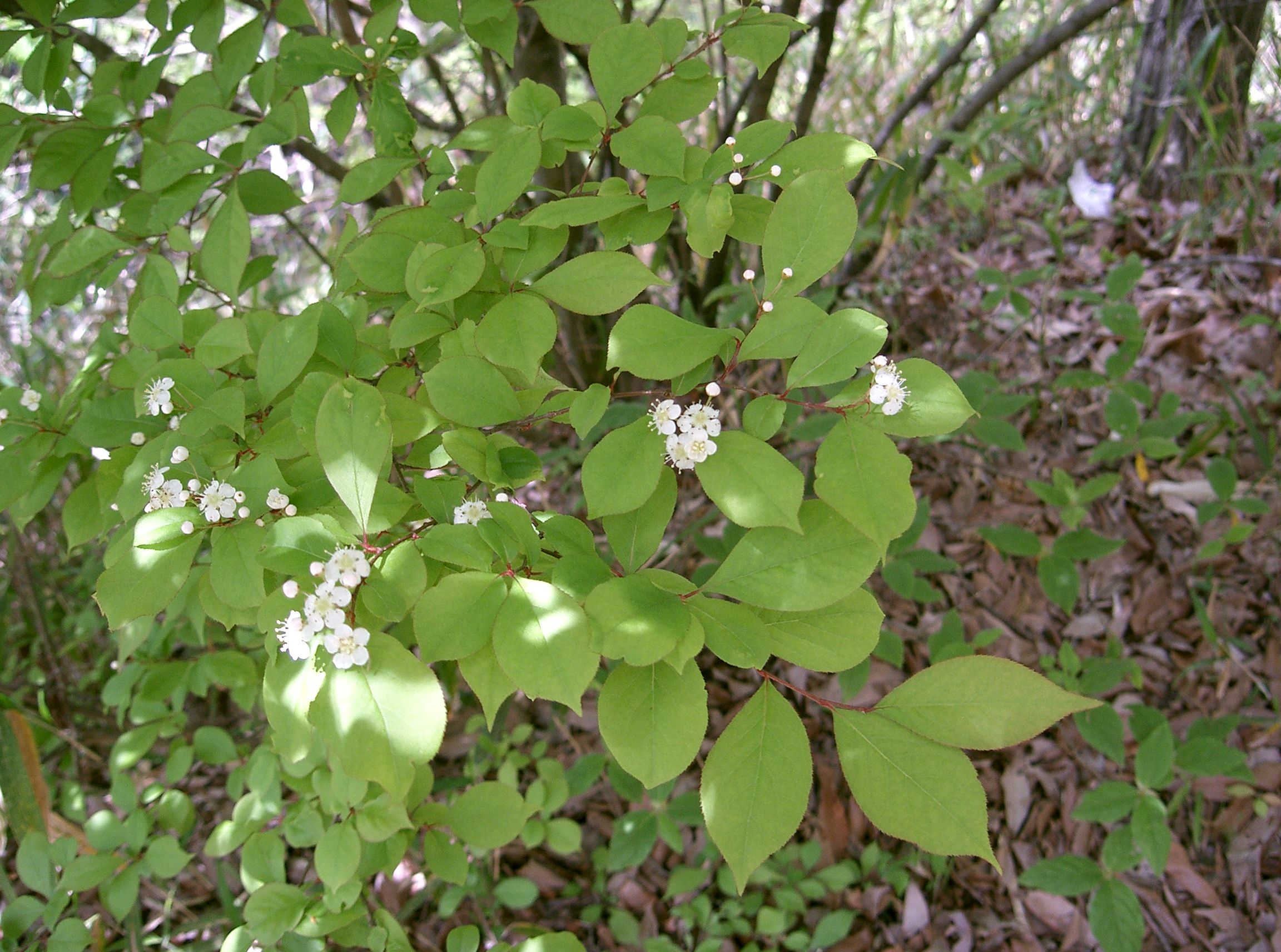
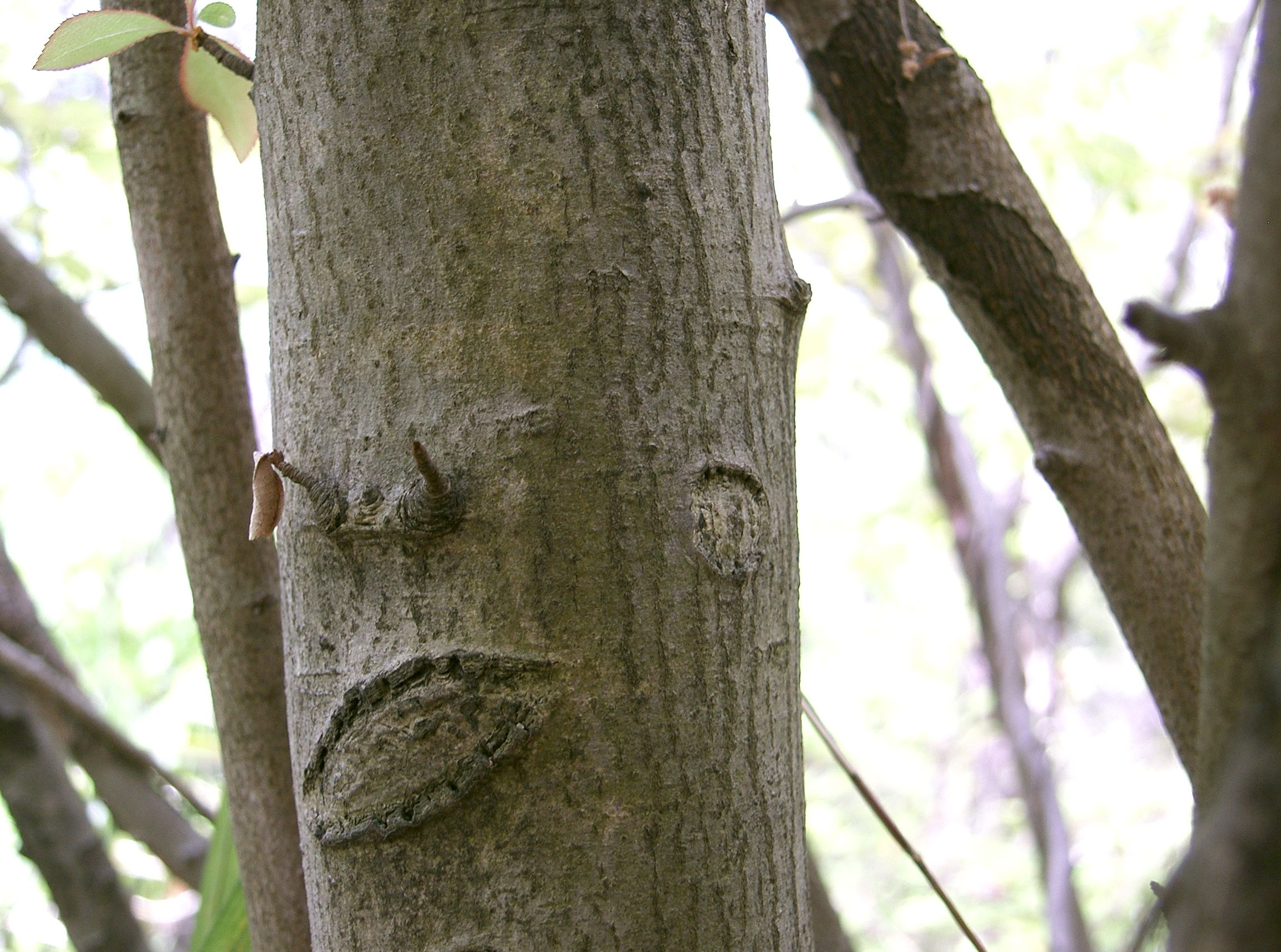
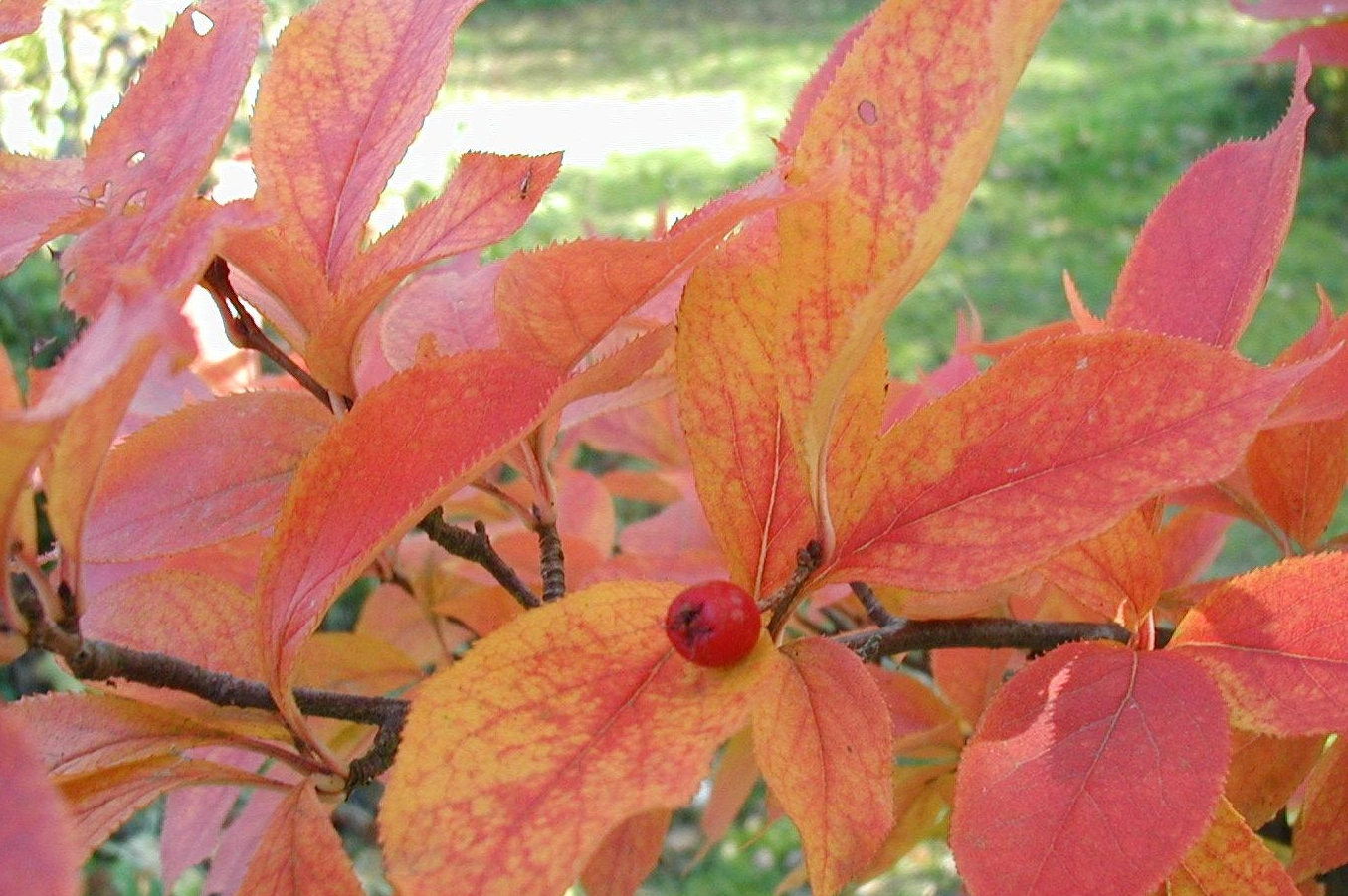